# Oberfeldveterinär
Der Oberfeldveterinär ist einer der Dienstgrade der Bundeswehr. Oberfeldveterinäre sind Sanitätsoffiziere mit einer Approbation als Tierarzt. Der Dienstgrad wird durch den Bundespräsidenten mit der Anordnung des Bundespräsidenten über die Dienstgradbezeichnungen und die Uniform der Soldaten auf Grundlage des Soldatengesetzes festgesetzt.

## Dienststellungen
Oberfeldveterinäre werden in einer der Überwachungsstellen für öffentlich-rechtliche Aufgaben als „Kommandoveterinär“ in den Bereichen Tierschutz, Tierseuchenbekämpfung, Tierhaltung und zur tiermedizinischen Betreuung der bundeswehreigenen Diensthunde, Maultiere und Haflinger eingesetzt. Als „Institutsveterinär“ (z. B. in der Sanitätsakademie und angegliederten Instituten wie dem Institut für Mikrobiologie der Bundeswehr oder in einem der Zentralen Institute des Sanitätsdienstes) erfolgt der Einsatz in den Fachgebieten Histologie, Lebensmitteltechnologie, Mikrobiologie, Lebensmittelhygiene usw. Oberfeldveterinäre sind meist Fachtierärzte. Sie führen Fachabteilungen der zentralen Institute oder sind als Dienststellenleiter des Einsatz- und Ausbildungszentrums für Tragtierwesen oder als Kommandeur der Schule für Diensthundewesen tätig. Der Tierschutzbeauftragte der Bundeswehr ist Oberfeldveterinär. In den Überwachungsstellen sind sie vergleichbar mit zivilen Amtstierärzten wichtige öffentlich-rechtliche Kontrollinstanz für Lebensmittel und Tiere im Bereich der Bundeswehrliegenschaften und in den Einsatzländern. Wie auch andere Stabsoffiziere bearbeiten sie in den Referaten und Abteilungen in Kommandobehörden, Ämtern oder im Ministerium (veterinärmedizinische) Fachfragen. An den Ausbildungseinrichtungen der Bundeswehr lehren Oberfeldveterinäre als Dozenten.

## Ernennung
Für die Ernennung zum Oberfeldveterinär oder die Einstellung mit diesem Dienstgrad gelten dieselben gesetzlichen Grundlagen und Anforderungen beispielsweise hinsichtlich Mindestdienstzeit, Laufbahnzugehörigkeit und Dienstverhältnis wie bei Oberfeldärzten. Statt einer Approbation als Arzt oder Zahnarzt ist die Approbation als Tierarzt Voraussetzung. Bei einer Einstellung als Oberfeldveterinär ist abweichend statt einer Zulassung als Gebiets- oder Facharzt die Qualifikation zum Fachtierarzt oder die zweijährige Tätigkeit als Amtstierarzt gefordert.

## Dienstgradabzeichen

Aufschiebe-
schlaufen für Feldanzug

Das Dienstgradabzeichen für Oberfeldveterinäre entspricht im Wesentlichen dem für Oberfeldärzte. Zur Unterscheidung der Oberfeldveterinäre dient ein Laufbahnabzeichen in Form eines abgewandelten Äskulapstabes. Die Schlange windet sich im Laufbahnabzeichen für Tierärzte in doppelter Windung (um einen nicht dargestellten Stab).

## Geschichte
Der Dienstgrad wurde mit der sechsten Anordnung des Bundespräsidenten über die Dienstgradbezeichnungen und die Uniform der Soldaten vom 5. Mai 1966 neu geschaffen.

## Sonstiges
Hinsichtlich Befehlsgewalt in truppendienstlicher und fachlicher Hinsicht im Sinne der Vorgesetztenverordnung und Wehrdisziplinarordnung, hinsichtlich äquivalenter, nach- und übergeordneter Dienstgrade im Sinne der ZDv 14/5 und hinsichtlich der Besoldung sind im Übrigen Oberfeldveterinäre dem Oberfeldarzt gleichgestellt. In der nach der Soldatenlaufbahnverordnung und ZDv 20/7 regelmäßig zu durchlaufenden Beförderungsreihenfolge ist der vorangehende Dienstgrad der Oberstabsveterinär und der nachfolgende Dienstgrad der Oberstveterinär. Dienstgrade für Veterinäre führen ausschließlich Heeresuniformträger.
| Offizierdienstgrad | |                                                                                                |
| Niedrigerer Dienstgrad | | Höherer Dienstgrad                                                                             |
| Major Korvettenkapitän Oberstabsarzt Oberstabsapotheker Oberstabsveterinär                                                      | Oberstleutnant Fregattenkapitän Oberfeldarzt Oberfeldapotheker Oberfeldveterinär Flottillenarzt Flottillenapotheker | Oberst Kapitän zur See Oberstarzt Oberstapotheker Oberstveterinär Flottenarzt Flottenapotheker |
| Dienstgradgruppe: Mannschaften – Unteroffiziere o.P. – Unteroffiziere m.P. – Leutnante – Hauptleute – Stabsoffiziere – Generale | |                                                                                                |